# Nonières
Nonières era una comuna francesa situada en el departamento de Ardèche, de la región de Auvernia-Ródano-Alpes, que el 1 de enero de 2019 pasó a ser una comuna delegada de la comuna nueva de Belsentes.

## Geografía
Está ubicada a 30 km al suroeste de Tournon-sur-Rhône.

## Demografía
| 274 | 229 | 184 | 174 | 181 | 180 | 210 | 217 |
| Para los censos de 1962 a 1999 la población legal corresponde a la población sin duplicidades (Fuente: INSEE [Consultar]) |     |     |     |     |     |     |     |